# Johan Adolf Drougge
Johan Adolf Drougge, född 11 april 1867 i Göteborg, död 1 juni 1956 i Brännkyrka, var en svensk läkare och porträttmålare.
Drougge var son till fabrikören Wilhelm Kirschbaum och Charlotte Drougge. Han blev medicine kandidat vid Karolinska institutet i Stockholm 1893 och medicine licentiat vid Karolinska institutet 1898. Han var läkare i Stockholm från 1899 och bataljonsläkare vid Kronobergs regemente 1903–1910 och från 1910 vid Göta livgarde. 
Han gjorde sig känd som porträttmålare och har utfört en mängd porträtt över olika läkare. Han medverkade i utställningar på Liljevalchs konsthall. Drougge är representerad med porträtten av professor O.T. Hult och Karl Gustaf Lennander vid Svenska läkarsällskapet och målningen Professor Johan Berg under operation vid Karolinska sjukhuset samt med målningen Smålandsgumma på Växjö museum.
Johan Adolf Drougge är begravd på Brännkyrka kyrkogård.